# Внутрішня торгівля
Вну́трішня торгі́вля — це торгівля, яка ведеться виключно в межах певної країни. Розділена така торгівля на дві категорії — гуртова та роздрібна. Гуртова торгівля пов'язана з купівлею товарів у виробників або дилерів у великій кількості і продаж в невеликій кількості для тих, хто може купити в роздріб.
Роздрібна торгівля пов'язана з продажем товарів у невеликих кількостях для споживачів. На практиці, однак, виробники й гуртовики можуть також проводити роздрібну торгівлю товарів в обхід посередника роздрібної торгівлі, за допомогою яких вони отримують більш високий прибуток.

## Значення і роль
Важливість внутрішньої торгівлі в країні полягає в тому, що вона полегшує обмін товарів всередині країни. Роблячи це, вона також гарантує, що фактори виробництва досягають потрібних місць, щоб економіка країни могла вирости. Надаючи різні види товарів та послуг для доставки у всі частини країни покращує рівень життя жителів країни, а також рівень зайнятості в країні. І це сприяє зростанню галузі за рахунок забезпечення доступності сировини.

## Гуртова торгівля
Гуртова торгівля здійснюється за цінами, які нижчі від роздрібних цін, але вони повинні забезпечувати нормально працюючому промисловому та торговельному підприємству відшкодування витрат, внесення платежів у бюджет і створення фондів економічного стимулювання та прибуток. Гуртова торгівля стимулює збут товарів, формує їхній асортимент, складає і транспортує товари.
Найвпливовішими гуртовими торговельними структурами є великі торговельні фірми, торгові доми, дистриб'юторські фірми тощо.

## Роздрібна торгівля
В Україні на практиці існує недосконалість цього терміна. Наприклад, чи можна визначити, яку ліцензію повинний мати продавець у випадку придбання платником єдиного податку кількох ящиків горілки? Якщо цей платник бере товар для перепродажу, — то гуртову, а якщо для власних потреб — то роздрібну. А тому, якщо відсутня відповідна ліцензія, є всі підстави застосувати до продавця санкції, передбачені ст. 156 КУпАП.
Мета купівлі товару є вагомою для маркетології. Купівельні мотиви є визначним чинником для сегментації ринку та визначення цільової групи споживачів.